# グスタボ・チャシーン
グスタボ・アドルフォ・チャシーン（Gustavo Adolfo Chacín、1980年9月20日 - ）は、ベネズエラ出身の元プロ野球選手（投手）。左投左打。

## 経歴
1998年にドラフト外でトロント・ブルージェイズに入団。
2004年9月20日に先発でメジャーデビューを果たした。その試合ではニューヨーク・ヤンキース相手に7回4安打3失点という見事なピッチングを見せ、メジャー初勝利をマークした。さらに2試合目の登板でも7回4安打1失点と活躍。変則的な投球フォームと左投手であることから、2003年のナショナルリーグ新人王・ドントレル・ウィリスになぞらえられた。
2005年は開幕から3連勝と見事なスタートを切り、7月末の時点で既に11勝をマーク。2002年のエリック・ヒンスキー以来3年振りとなるブルージェイズからの新人王もほぼ確実かに思われたが、その後は2勝4敗と思うように勝ち星が伸びず、新人王投票では5位に終わった。
2006年開幕前の3月に第1回WBCのベネズエラ代表に選出された。
シーズンでは、左ヒジを2度痛めて戦線離脱が続き、17試合にしか登板出来なかった。
2007年3月16日に飲酒運転で逮捕された。
2008年はブルージェイズとマイナー契約を結び、傘下のアドバンスドA級ダニーデンでプレーしたが昇格することはなく、12月23日にワシントン・ナショナルズとマイナー契約したが解雇される。
2009年はフィラデルフィア・フィリーズとマイナー契約を結び、傘下のAAA級リーハイバレーで18試合に先発し8勝4敗、防御率3.21、WHIP1.37の成績を残すが、メジャーに昇格することはなかった。11月9日にFAとなり、12月14日にヒューストン・アストロズとマイナー契約を結ぶ。
2010年は傘下のAAA級ラウンドロックで開幕を迎えたが、5月3日にメジャーに昇格し、31日のナショナルズ戦ではメジャー初ヒットも記録。主にリリーフとして44試合に登板した。
2011年は傘下のAAA級オクラホマシティで開幕を迎え、9先発を含む27試合の登板で3勝6敗、防御率5.13、WHIP1.58を喫し、7月14日に解雇。16日にニューヨーク・メッツとマイナー契約を結んだ。11月2日にFAとなった。
2012年、カナディアン・アメリカン・リーグのロックランド・ボールダーズに入団。シーズン途中にアトランティックリーグのロングアイランド・ダックスに移籍。
2013年、メキシカンリーグのメキシコシティ・レッドデビルズに入団。シーズン途中にラグナ・カウボーイズに移籍。

## 選手としての特徴
色覚異常を抱えながらプレーをしている。黄色やオレンジのサングラスがトレードマークで、試合以外の時でもサングラスをはずさない。

## 詳細情報

### 年度別投手成績
| 年 度    | 球 団    | 登 板 | 先 発 | 完 投 | 完 封 | 無 四 球 | 勝 利 | 敗 戦 | セ 丨 ブ | ホ 丨 ル ド | 勝 率 | 打 者 | 投 球 回 | 被 安 打 | 被 本 塁 打 | 与 四 球 | 敬 遠 | 与 死 球 | 奪 三 振 | 暴 投 | ボ 丨 ク | 失 点 | 自 責 点 | 防 御 率 | W H I P |
| -------- | -------- | ----- | ----- | ----- | ----- | -------- | ----- | ----- | -------- | ----------- | ----- | ----- | -------- | -------- | ----------- | -------- | ----- | -------- | -------- | ----- | -------- | ----- | -------- | -------- | ------- |
| 2004     | TOR      | 2     | 2     | 0     | 0     | 0        | 1     | 1     | 0        | 0           | .500  | 52    | 14.0     | 8        | 0           | 3        | 0     | 1        | 6        | 0     | 0        | 4     | 4        | 2.57     | 0.79    |
| 2005     | TOR      | 34    | 34    | 0     | 0     | 0        | 13    | 9     | 0        | 0           | .591  | 872   | 203.0    | 213      | 20          | 70       | 3     | 8        | 121      | 3     | 0        | 93    | 84       | 3.72     | 1.39    |
| 2006     | TOR      | 17    | 17    | 0     | 0     | 0        | 9     | 4     | 0        | 0           | .692  | 384   | 87.1     | 90       | 19          | 38       | 2     | 6        | 47       | 0     | 0        | 51    | 49       | 5.05     | 1.47    |
| 2007     | TOR      | 5     | 5     | 0     | 0     | 0        | 2     | 1     | 0        | 0           | .667  | 118   | 27.1     | 29       | 6           | 7        | 1     | 2        | 11       | 0     | 0        | 17    | 17       | 5.60     | 1.32    |
| 2010     | HOU      | 44    | 0     | 0     | 0     | 0        | 2     | 2     | 1        | 5           | .500  | 186   | 38.1     | 51       | 3           | 20       | 3     | 0        | 31       | 2     | 0        | 22    | 20       | 4.70     | 1.85    |
| MLB：5年 | MLB：5年 | 102   | 58    | 0     | 0     | 0        | 27    | 17    | 1        | 5           | .614  | 1612  | 370.0    | 391      | 48          | 138      | 9     | 17       | 216      | 5     | 0        | 187   | 174      | 4.23     | 1.43    |

### 代表歴
- 2006 ワールド・ベースボール・クラシック・ベネズエラ代表